# Alejandro Pozo
Alejandro Pozo Pozo, dit Álex Pozo, né le 22 février 1999 à Huévar del Aljarafe (Espagne), est un footballeur international espagnol qui évolue au poste de milieu de terrain à l'UD Almería.

## Biographie

### Carrière en club
Le 21 août 2016, il joue son premier match avec le Sevilla Atlético contre le Gérone FC en Segunda División , en remplaçant Ivi à la 90e minute de jeu (match nul 3-3 à l'Estadio de Nervión). Álex marque son premier but avec les Sévillans, le 22 octobre 2016, contre le CD Numancia, à la 34e minute de jeu en Segunda División (victoire 2-1 au Nouveau stade Los Pajaritos).
Le 20 août 2018, Pozo s'engage en prêt pour un an avec le Grenade CF, en Segunda División.
Au mois de janvier 2020, Pozo est prêté au RCD Majorque pour le reste de la saison.

### Carrière en sélection
Avec les moins de 19 ans, il dispute les éliminatoires du championnat d'Europe des moins de 19 ans 2017. À cette occasion, il délivre une passe décisive face à la Biélorussie en mars 2017.
Il honore sa première sélection en équipe d'Espagne le 8 juin 2021 face à la Lituanie, rentrant en jeu lors de la 46e minute de cette rencontre amicale. Cette rencontre est particulière en raison de l'équipe essentiellement composée d'espoirs à cause de cas de Covid-19 dans l'effectif espagnol ; cette équipe remportera néanmoins la rencontre sur le score de 4 à 0,.